# Tchebarkoul
Pour l’article homonyme, voir Lac Tchebarkoul.
Tchebarkoul (en russe : Чебаркуль) est une ville de Russie située dans le sud de l’Oural. Elle forme un district urbain de l’oblast de Tcheliabinsk et c’est le centre administratif du raïon de Tchebarkoul, bien qu’elle n’en fasse pas partie. Sa population s’élevait à 44 693 habitants en 2021.

## Géographie
Tchebarkoul est située sur les rives du lac Tchebarkoul, à 78 km à l'ouest de Tcheliabinsk.

## Histoire
Une forteresse a été fondée en 1736 sur la frontière entre les terres russes et bachkires. Son nom, d’origine turque (tatare ou bachkire) signifie « beau lac ». Elle se développa ensuite en une importante stanitsa cosaque. La localité reçut le statut de ville le 25 octobre 1951.
Plusieurs formations et unités des Forces armées du district militaire Volga-Oural (intégré ensuite dans le  district militaire central) de la fédération de Russie sont basées à Tchebarkoul.

## Population
Recensements (*) ou estimations de la population
| 1939* | 1959*  | 1970*  | 1979*  | 1989*  |
| ----- | ------ | ------ | ------ | ------ |
| 3 700 | 30 941 | 37 479 | 45 485 | 50 062 |

| 2002*  | 2010*  | 2012   | 2013   | 2016   |
| ------ | ------ | ------ | ------ | ------ |
| 47 144 | 42 844 | 42 114 | 41 539 | 40 612 |

| 2019   | 2020   | 2021   | - | - |
| ------ | ------ | ------ | - | - |
| 40 932 | 41 310 | 44 693 | - | - |